# Xylopia vieillardii
Xylopia vieillardii är en kirimojaväxtart som beskrevs av Henri Ernest Baillon. Xylopia vieillardii ingår i släktet Xylopia och familjen kirimojaväxter. Inga underarter finns listade i Catalogue of Life.